# Paperino e la pioggia d'oro
Paperino e la pioggia d'oro (A Financial Fable) è una storia a fumetti di Carl Barks, pubblicata per la prima volta su Walt Disney's Comics and Stories n. 126 del marzo 1951.

## Trama
Paperon de' Paperoni gestisce una fattoria, impiegando i suoi nipoti come braccianti. Mentre Qui, Quo e Qua si divertono a lavorare, Paperino è stanco della fatica e lascia il lavoro, unendosi al suo fortunato cugino Gastone Paperone in cerca di fortuna e denaro.
Paperone conserva tutti i suoi soldi in un granaio della fattoria. Quando un ciclone si abbatte sul granaio, il denaro si sparge per tutta la zona. Paperone non è turbato, sapendo che se lui e i suoi giovani nipoti continueranno a lavorare, riavranno presto i soldi.
Nel frattempo, Gastone dimostra la sua incredibile fortuna, porgendo il cappello e chiedendo che ci cadano dei soldi. Due milioni di dollari di Paperone cadono dal cielo e atterrano nel cappello. I due cugini decidono di spendere i soldi per il viaggio e si dirigono al villaggio locale per fare benzina, mentre Qui, Quo e Qua scelgono di rimanere alla fattoria per prendersi cura degli animali e dei raccolti. Al loro arrivo, scoprono che anche gli abitanti del villaggio hanno ricevuto del denaro e sono andati a fare il giro del mondo, e il villaggio è diventato una città fantasma. Non possono fare benzina, comprare una bibita o un biglietto dell'autobus, perché la stazione di servizio, la farmacia e la stazione degli autobus hanno tutti cartelli che indicano "Chiuso. Sono andato a fare il giro del mondo". Gastone non sa cosa fare, mentre Paperino suggerisce di raggiungere a piedi una comunità vicina non colpita dal ciclone. Tuttavia, non può comprare un buon paio di scarpe, perché anche il negozio di scarpe è ormai abbandonato. Paperino si arrende e torna dallo zio, dove riprende il suo lavoro, mentre Gastone dà a Paperino il suo milione e va a pescare. Paperone informa Paperino che se vuole mangiare uova a colazione, costano un milione l'una. Alla fine, tutti i nuovi milionari vanno alla fattoria di Paperone per comprare cibo e forse trovare un lavoro. Dato che Paperone e i nipoti sono gli unici produttori di cibo, i prezzi sono aumentati drasticamente: un uovo ora costa un milione di dollari, un cavolo due milioni e così via. Paperone recupera presto tutti i suoi soldi e tutto torna alla normalità.

## Edizioni
Paperino e la pioggia d'oro fu pubblicata per la prima volta negli Stati Uniti su Walt Disney's Comics and Stories n. 126 del marzo 1951, e ristampata più volte negli anni seguenti. Fu pubblicata anche in diverse nazioni europee oltre che in Australia, Brasile, Cile, Cina, Egitto, Indonesia e Fær Øer. In Italia fu pubblicata su Topolino n. 29 del luglio 1951. Dopo alcune ristampe su altre collane, nel febbraio 1993 la storia fu pubblicata nel n. 41 di Zio Paperone in un'edizione ritradotta e ricolorata, utilizzata anche per le successive ristampe.

## Accoglienza
Les Daniels ha definito la storia "una favola sul capitalismo" dalla logica "geniale". Lo stesso Barks dichiarò che fosse la sua preferita tra le storie brevi pubblicate su Comics and Stories, definendola "tecnicamente ben fatta" e con un "ritmo quasi musicale". Thomas Andrae scrive che in questa storia Paperone "è un emblema dell'etica protestante del lavoro" e che le posizioni opposte di Paperone e Paperino "evidenziano contraddizioni nei principi del sogno americano e nel modo in cui l'alienazione sul posto di lavoro e un'etica consumistica di gratificazione immediata stavano minando l'etica protestante, che esigeva duro lavoro, parsimonia e il sacrificio dei piaceri presenti in favore di guadagni futuri".
Il messaggio della storia è stato descritto come politicamente di destra. Ed Natcher della Prism Comics scrisse che Barks "scriveva da un punto di vista socio-economico in qualche modo a destra di Ayn Rand" e che la storia avrebbe potuto far "arrossire d'invidia qualsiasi Bush per le sue credenziali conservatrici". Il "paperinista" Jon Gisle ha definito la storia "una classica difesa del sistema capitalistico". Gunnar Bårdsen, professore norvegese di economia, ha sottolineato le somiglianze tra la storia e le teorie del 1969 dell'economista premio Nobel Milton Friedman sulla helicopter money.